# Prügy
Prügy là một thị trấn thuộc hạt Borsod-Abaúj-Zemplén, Hungary. Thị trấn này có diện tích 31,39 km², dân số năm 2010 là 2395 người, mật độ 76 người/km².